# الشرفة (أولاد علي بولعوان)
الشرفة هو دُوَّار يقع بجماعة بولعوان، إقليم الجديدة، جهة الدار البيضاء سطات في المملكة المغربية. ينتمي الدوّار لمشيخة أولاد علي بولعوان التي تضم 21 دوار. يقدر عدد سكانه بـ 53 نسمة حسب الإحصاء الرسمي للسكان والسكنى لسنة 2004.

## روابط خارجية
- البوابة الوطنية للجماعات الترابية
- المندوبية السامية للتخطيط